# Пиурија
Пиурија или леукоцитурија је стање у коме се у мокраћи јавља гној или повишен ниво белих крвних зрнаца (леукоцита) који је изнад 10 или више по кубном милиметру мокраће, па сде пиурија дефинише као >10 белих крвних зрнаца (ВБЦ) у пољу микроскопа велике снаге у претходно центрифугираној мокраћи.
Гној у мокраћи је густа, промењљива (бела, жута, розе или зелена) течност коју тело производи  у борби против инфекције.  Гној се састоји од белих крвних зрнаца, мртвог ткива и бактерија. 
Код пацијената са инфекцијом мокраћних путева (ИМП) и неутропенијом, пиурија може бити одсутна због пацијентове неспособности да изазове инфламаторни одговор. Стерилна пиурија без истовремених доказа о ИМП може се видети код интерстицијалног нефритиса,  болести изазване бубрежним каменацима, хидронефрозе, уретритиса, вагинитиса и дехидрације.

## Епидемиологија
Сваке године, на глобалном нивоу око 8  до 10 милиона људи добије пиурију и захтева лечење.
Стерилна пиурија је врста пиурије у којој су присутна бела крвна зрнца у мокраћи, али се бактериолошким прегледом на може открити присутво ниједна бактерије.
Скоро 14% жена и особа којима је додељен женски род и 2,6% мушкараца и људи којима је додељен мушки род при рођењу имају стерилну пиурију. Стерилна пиурија се често јавља као резултат полно преносиве болести или инфекције мокрачног система.

## Етиологија
Пиурија може бити последица различитих здравствених стања, али се најчешће појављује заједно  инфекцијама уринарног тракта - обично мокраћне бешике, али  и бубрега. Иако инфекција чини гнојне ћелије у мокраћи у 98-99% случајева, то није једини разлог, јер тело обично реагује на иритацију ткива инфламаторним одговором. Овај инфламаторни одговор се манифестује повећањем дотока крви у оболело подручје, благим отицањем ткива и инфилтрацијом белих крвних зрнаца како би се помогло ткивима у борби против иритације. Према томе, било који узрок упале у уринарном систему може повећати број белих крвних зрнаца у мокраћном систему.  
Бактеријске инфекције су узрок број један запаљења и често се налазе или могу да се узгајају из мокраће. Одређени други бактеријски организми који су неуобичајени и/или захтевају посебне методе култивисања или не могу да се узгајају, такође могу да инфицирају мокраћу. Неке од њих су:
- туберкулоза,

- анаеробне бактерије (које боље расту са мало кисеоника или без њега), актиномикоза, наркодиоза,

- гљивичне инфекције,

- гонореја,

- кламидија,

- одређене вирусне инфекције као што су: херпес симплекс и хумани папилома вирус (кондиломи/брадавице).

У инфламаторне лезије бубрега  које  могу изазвати пиурију.спадају: 
- лупусни нефритис,

- полиартеритис нодоза,

- аналгетичка нефропатија,

- гломерулонефритис,

- оловна нефропатија,

- секундарни сифилис

Паразити као што су Trichomona vaginalis, Schistosoma haematobium, Giardia lamblia и Entamoeba histolytica такође могу изазвати пиурију у мокраћи.
Тумори или карциноми бешике или бубрега често имају подручје упале око тумора и стога могу имати повећан број белих ћелија у мокраћи. 
Камен у бубрегу, уретеру или мокраћној бешици обично изазивају крваеење у мокраћи, али повремено због иритације епитела уринарног система утичу на појаву белих крвних зрнаца.. 
Како сва ткива зарастају инфламаторним одговором стога ће пацијенти са траумом или који су имали операцију на уринарном систему имати пиурију док не буду излечени.
Интерстицијски циститис је инфламаторни синдром мокраћне бешике, који може имати не само пиурију, већ и симптоме који су прилично типични за чешћу инфекцију мокраћне бешике.
Други проблеми које треба узети у обзир су Рајтеров синдром, контаминација из вагине, ретроперитонеална фиброза и хемикалије као што су сапун или лекови у уретри или мокраћној бешици.
Пиурија у мокраћи, такође се често види код особа са неурогеном дисфункцијом бешике , а посебно код пацијената са катетеризацијом. Међутим, код катетеризованог пацијента, пиурија сама по себи није дијагностичка ни асимптоматска бактериурија..Различити истраживачи су различито дефинисали значајну пиурију, при чему се нивои од чак 5 бела крвна зрнца по пољу велике снаге сматрају клинички значајним. Међутим, постоји неслагање у вези са прагом значајне пиурије, јер многе особе са катетером имају хроничну пиурију, али немају очигледне знаке болести (нпр. грозница, дрхтавица , мучнина, повраћање.
Иако је најчешћи узрок пиурије инфекција, пацијенти који не реагују на одговарајући начин на  антибиотике или који имају упорну пиурију морају бити процењени за мање уобичајену или идиопатску (непознатог узрока), па се таква  пиурија назива идиопатска пиурија.

##### Фактори ризика
Свако може добити пиурију. Међутим, већа је вероватноћа да ће пијурију добити :
- Жена или особа којој је додељена женском род..
- Особе  преко 45 година старости.
- Жене у периоду менопаузе
- Пацијенти са пласираним катетером у мокраћним путевима
- Пацијенти са неурогеном дисфункцијом мокрачне бешике

## Клиничка слика
Мокраћа осова које имају пиурију као симптом инфекције мокраćног система, има  непријатан мирис који мирише на амонијак. Амонијак има јак, изразит мирис који може да иритира слузокожу у носу. 
Пиурија је неспецифичан налаз код старијих популација. Често је позитиван код старијих пацијената без бактериурије, а за бактериуријске пацијенте не разликује  се асимптоматска или симптоматска инфекција.  

## Дијагноза
Присуство пиурије само по себи није дијагностика уринарне инфекције. Пиурија има ниску специфичност за идентификацију асимптоматске или симптоматске инфекције код старијих особа, или код пацијената са основним генитоуринарним абнормалностима или сталним уређајима. Међутим, одсуство пиурије код симптоматског пацијента је поуздани знак за искључивање уринарне инфекције.
Одсуство пиурије има високу негативну предиктивну вредност и корисна је за искључивање инфекције уринарног тракта у геријатријској популацији. Када се дијагноза симптоматска уринарна инфекциа  разматра код штићеника установе за дуготрајну негу, узорак мокраће треба да се прегледа на пиурију. Ако је негативан, уринарна инфекција је искључена и не треба узимати уринокултуру.